# Peter Ludwig Hertel
Peter Ludwig Hertel, född den 21 april 1817 i Berlin, död där den 13 juni 1899, var en tysk kompositör och dirigent.
Hertel var dirigent för kungliga balettmusiken i Berlin med titeln hovkompositör. Han skrev orkestersaker, kvartetter, åtskilliga baletter och pianosaker.